# 博克斯利 (印地安納州)
博克斯利（英語：Boxley）是位於美國印地安納州漢密爾頓縣的一個非建制地區。該地的面積和人口皆未知。